# Molly Huddle

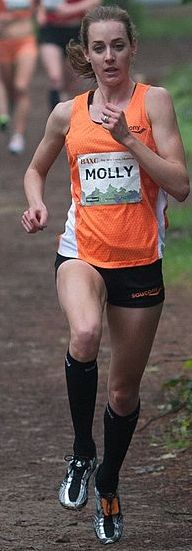
Molly Huddle 2011 beim Bay Area Cross Challenge.

Molly Huddle (* 31. August 1984) ist eine US-amerikanische Langstreckenläuferin.

## Karriere
Am 15. März 2015 gewann sie den New-York-City-Halbmarathon in 1:08:31 h. 2016 belegte Huddle bei den Olympischen Spielen in Rio de Janeiro über 10.000 Meter in 30:13,17 min mit amerikanischem Nationalrekord den sechsten Platz, am 6. November wurde sie dann in ihrem ersten Marathonrennen beim New York City Marathon in einer Zeit von 2:28:13 h Dritte. Anfang 2018 absolvierte sie den Houston-Halbmarathon in 1:07:25 h und blieb damit neun Sekunden unter dem alten amerikanischen Rekord von Deena Kastor.
Am 25. Juli 2019 gewann sie zum fünften Mal in Folge die US-amerikanische Meisterschaft im 10.000-Meter-Lauf in 31:58,47 min. Es war bereits ihr 28. nationaler Titel.

## Persönliches
Huddle ist verheiratet mit dem Mittelstreckenläufer Kurt Benninger.

## Persönliche Bestzeiten

### Freiluft
- 1500 m: 4:08,09 min, Lignano Sabbiadoro, 16. Juli 2013
- 1 Meile: 4:26,84 min, Dublin, 11. Juli 2014
- 3000 m: 8:42,99 min, London, 26. Juli 2013
- 5000 m: 14:42,64 min, Monaco, 18. Juli 2014
- 10.000 m: 30:13,17 min, Rio de Janeiro, 12. August 2016
- 5-km-Straßenlauf: 14:50 min, Boston, 18. April 2015
- 10-km-Straßenlauf: 31:21 min, Boston, 12. Oktober 2015
- 15-km-Straßenlauf: 47:29 min, Houston, 14. Januar 2018 (Durchgangszeit)
- 20-km-Straßenlauf: 1:03:48 h, Houston, 14. Januar 2018 (Durchgangszeit)
- Halbmarathon: 1:07:25 h, Houston, 14. Januar 2018
- Marathon: 2:26:33 h, London, 28. April 2019

### Halle
- 3000 m: 9:00,82 min, New York City, 20. Februar 2016
- 5000 m: 14:57,31 min, New York City, 20. Februar 2016